# I Can See Your Voice
I Can See Your Voice er et sydkoreansk tv-musikspil udsendt af Mnet. Showet havde premiere den 26. februar 2015.